# Sena de Luna
Sena de Luna és un municipi de la província de Lleó a la comunitat autònoma de Castella i Lleó. Forma part de la comarca de la Montaña Oriental. Limita al nord amb el conceyu de Ḷḷena (Principat d'Astúries); al sud Los Barrios de Luna i Riello; a l'est amb Villamanín i La Pola de Gordón; i a l'oest amb San Emiliano. Comprèn les pedanies de:
- Abelgas de Luna
- Aralla de Luna
- Caldas de Luna
- Pobladura de Luna
- Rabanal de Luna
- Robledo de Caldas
- Vega de Robledo

## Demografia
| 1991 | 1996 | 2001 | 2004 |
| ---- | ---- | ---- | ---- |
| 630  | 547  | 480  | 450  |